# Хелиея
Хелиея, също Дикастерий (на старогръцки: Ἡλιαία) е народен съд в Древна Атина, чието начало е поставено от Солон.
Съдиите се наричат хелиасти (на старогръцки: ἡλιασταί) или дикасти (на старогръцки: δικασταί; на старогръцки: ὀμωμοκότες – положили клетва). Съставът на съда се определя по жребий от съвкупността на всички граждани на полиса:с. 129.